# George Washington University
Die George Washington University ist eine Privatuniversität in Washington, D.C. Sie wurde 1821 als Columbian College gegründet und ist heute  die größte Universität im District of Columbia.

## Organisation

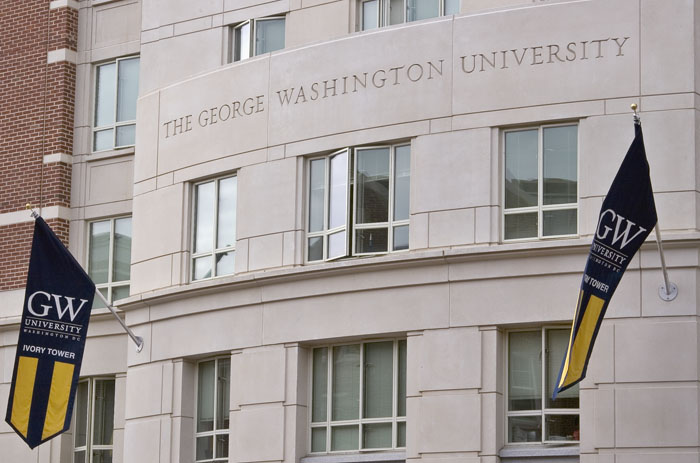
George Washington University

Wie an US-amerikanischen Universitäten üblich, gliedert sich die Universität in Colleges und Schools. Das Columbian College of Arts and Sciences ist dabei das älteste College der Universität.
- Columbian College of Arts and Sciences
- School of Media and Public Affairs
- School of Business
- Elliott School of International Affairs
- School of Public Health and Health Services
- School of Engineering and Applied Science
- Trachtenberg School of Public Policy and Public Administration
- Graduate School of Political Management
- George Washington University Medical School
- George Washington University Law School
- College of Professional Studies
- Graduate School of Education and Human Development

Akademische Abschlüsse werden in Geisteswissenschaften, Medizin, Gesundheitswissenschaft, Rechtswissenschaft, Ingenieurs- und angewandten Wissenschaften, Erziehungswissenschaft, Betriebswirtschaft und öffentlicher Verwaltung, internationaler Politik und öffentlicher Gesundheitsfürsorge angeboten.

## Sport
Die Sportteams sind die Revolutionaries. Die Hochschule ist Mitglied in der Atlantic 10 Conference. Die Fußball-Mannschaft nennt sich Colonials.

## Persönlichkeiten

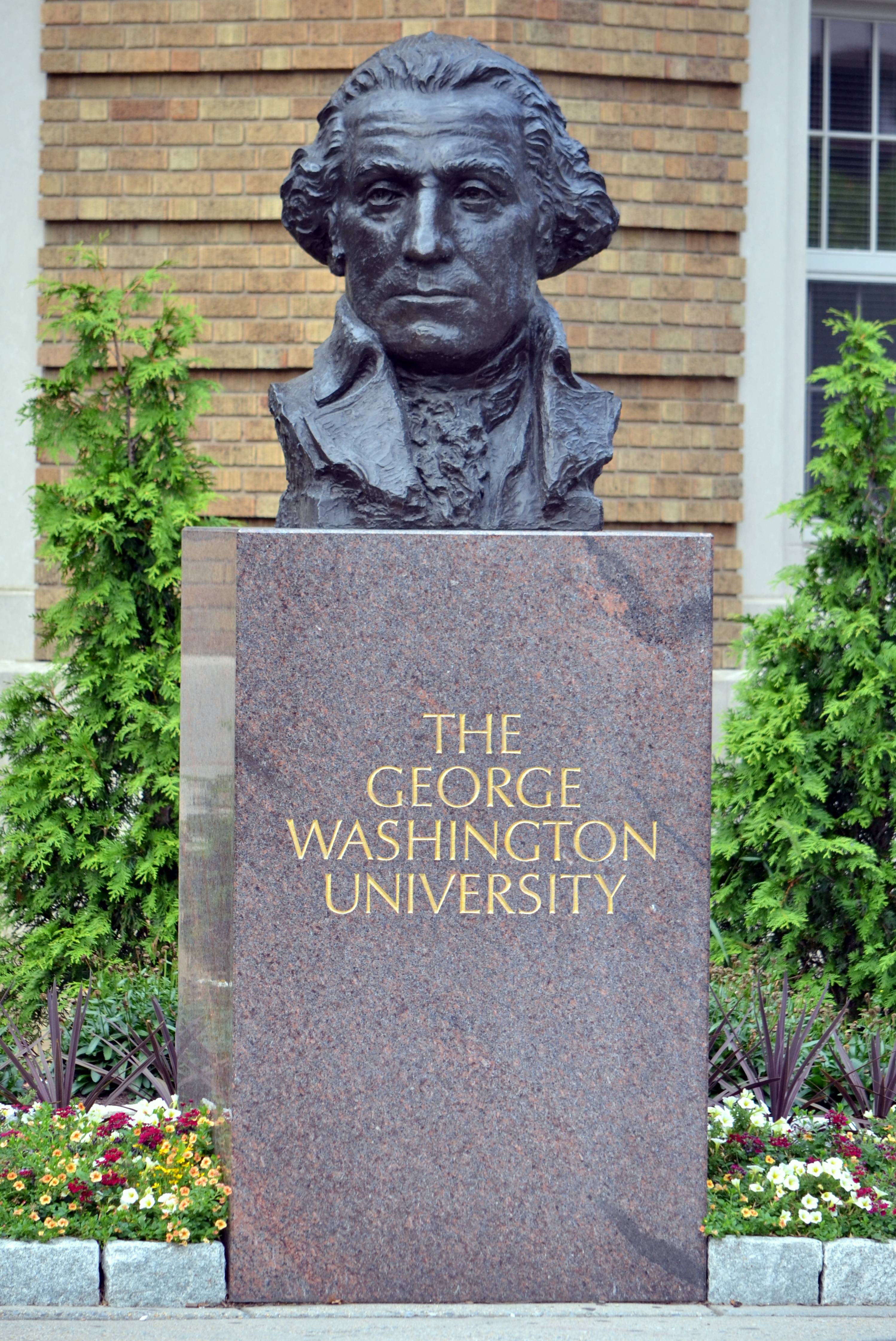
Denkmal für George Washington auf dem Gelände der George Washington University.

### Dozenten
- Ruth Aaronson Bari (1917–2005), Mathematikerin
- Thomas Buergenthal (1934–2023), Jurist
- Amitai Etzioni (1929–2023), Soziologe
- George Gamow (1904–1968), Physiker
- Linda Grant DePauw (* 1940), Neuzeithistorikerin
- Ariel Cahill Hollinshead (1929–2019), Pharmakologin und Gründerin des Labors für Viren- und Krebsforschung
- Edward P. Jones (* 1950), Schriftsteller
- Kenneth Lay (1942–2006), Wirtschaftswissenschaftler
- Hossein Nasr (* 1933), iranischer Philosoph
- James N. Rosenau (1924–2011), Professor für Internationale Politik
- John W. Snow (* 1939), 73. Finanzminister der Vereinigten Staaten, Professor für Rechtswissenschaften
- Edward Teller (1908–2003), Physiker
- Vincent du Vigneaud (1901–1978), Biochemiker, Nobelpreis für Chemie 1955
- Jennifer Ward (* 1944), Diplomatin

### Absolventen
- Oluwatobiloba A. Adewole (* 1995), Fußballspieler
- Casey Affleck (* 1975), Schauspieler
- Angela Aki (* 1977), Singer-Songwriterin
- Thad W. Allen (* 1949), 23. Commandant der Coast Guard
- Montse Alvarado, mexikanisch-US-amerikanische Journalistin und Moderatorin
- Anousheh Ansari (* 1966), US-amerikanisch-iranische Multimillionärin und erste Weltraumtouristin
- Aldrich Ames (* 1941), CIA-Mitarbeiter und Doppelagent
- Chris Anderson (* 1961), Chefredakteur der Zeitschrift Wired, CEO von 3DRobotics
- Red Auerbach (1917–2006), Basketballtrainer
- Julius Axelrod (1912–2004), Nobelpreis für Medizin 1970
- Bob Barr (* 1948), Politiker
- Bettina Tucci Bartsiotas (* vor 1979), UN-Beamtin
- William Barr (* 1950), Justizminister
- Henry W. Barry (1840–1875), republikanischer Politiker
- Dana Bash (* 1971), Journalistin und Anchorwoman
- James Franklin Battin (1925–1996), Jurist und Politiker
- William Tapley Bennett Jr. (1917–1994), Diplomat
- William Peter Blatty (1928–2017), Autor und Regisseur
- Archer Blood (1923–2004), Diplomat
- Derek Bok (* 1930), Jurist, Pädagoge, Autor, Hochschullehrer; 1971–1991 Präsident der Harvard University
- Hank Brown (* 1940), Politiker der Republikanischen Partei
- Laurence J. Burton (1926–2002), Politiker
- Robert Byrd (1917–2010), demokratischer US-Senator
- Eric Cantor (* 1963), republikanischer Politiker
- Mel Carnahan (1934–2000), Gouverneur des US-Bundesstaates Missouri
- Jean Carpenter Carnahan (1933–2024), demokratische Politikerin
- Robert P. Casey (1932–2000), 44. Gouverneur des Staates Pennsylvania
- Fenimore Chatterton (1860–1958), Gouverneur des Bundesstaates Wyoming
- Donna Christian-Christensen (* 1945), demokratische Politikerin
- Joel Bennett Clark (1890–1954), demokratischer Politiker
- Michael Lloyd Coats (* 1946), Astronaut und Direktor des Lyndon B. Johnson Space Center
- James P. Coleman (1914–1991), Gouverneur des Bundesstaates Mississippi
- Kent Conrad (* 1948), demokratischer Politiker
- Courteney Cox (* 1964), Schauspielerin
- Charles Colson (1931–2012), Berater von Richard Nixon
- George B. Cortelyou (1862–1940), Handels- und Arbeitsminister, Postminister und Finanzminister
- Larry Craig (* 1945), republikanischer Politiker
- Jonathan Dean (1924–2014), Diplomat
- Jeremiah Denton (1924–2014), Politiker und Admiral der US-Navy
- Martin Dies junior (1900–1972), demokratischer Politiker
- Donna Dixon (* 1957), Schauspielerin
- John Foster Dulles (1888–1959), von 1953 bis 1959 Außenminister der Vereinigten Staaten
- Sibel Edmonds (* 1970), Gründerin der National Security Whistleblowers Coalition
- Clyde T. Ellis (1908–1980), Politiker
- Lee E. Emerson (1898–1976), Gouverneur des Bundesstaates Vermont
- Mike Enzi (1944–2021), republikanischer Politiker
- Mark Felt (1913–2008), unter dem Pseudonym Deep Throat der wichtigste Informant in der Watergate-Affäre
- James Folsom senior (1908–1987), 45. Gouverneur von Alabama
- Charles Arthur Ford (* 1950), Diplomat
- James William Fulbright (1905–1995), demokratischer Politiker
- John James Flynt junior (1914–2007), Politiker
- Charles A. Gabriel (1928–2003), 11. Chief of Staff of the Air Force
- Ina Garten (* 1948), Köchin, Kochbuchautorin und Kolumnistin
- Lori Garver (* 1961), stellvertretende Leiterin der NASA
- Sara Gideon (* 1971), demokratische Politikerin
- Ernest Gibson junior (1901–1969), Gouverneur des Bundesstaates Vermont
- Dan Glickman (* 1944), Landwirtschaftsminister
- Faure Gnassingbé (* 1966), Präsident der Republik Togo
- Patrick Gray (1916–2005), geschäftsführender FBI-Direktor
- Michael Griffin (* 1949), Direktor der NASA
- Haddaway (* 1965), Sänger
- Frank Hagaman (1894–1966), 31. Gouverneur von Kansas
- Kevin Peter Hall (1955–1991), Schauspieler
- Ray Hanken (1911–1980), American-Football-Spieler und -Trainer
- Mildred Harnack (1902–1943), Literaturwissenschaftlerin, Widerstandskämpferin gegen den Nationalsozialismus
- William A. Harris (1841–1909), Politiker
- Harry Hughes (1926–2019), Gouverneur des Bundesstaates Maryland
- William Y. Humphreys (1890–1933), Politiker
- Patrick Jay Hurley (1883–1963), 51. Kriegsminister
- Lawrence Brooks Hays (1898–1981), Politiker
- J. Edgar Hoover (1895–1972), Begründer des Federal Bureau of Investigation (FBI)
- George Huddleston junior (1920–1971), Politiker
- Sarah T. Hughes (1896–1985), Juristin
- Daniel Inouye (1924–2012), Senator für den Bundesstaat Hawaii
- Steve Israel (* 1958), Politiker
- Nancy B. Jackson (1956–2022), Chemikerin und Hochschullehrerin
- David M. Kennedy (1905–1996), 60. Finanzminister
- Jacqueline Kennedy Onassis (1929–1994), Ehefrau von John F. Kennedy und damit First Lady
- Lee Kun-hee (1942–2020), CEO des Samsung-Konzerns
- S. M. Krishna (1932–2024), indischer Politiker
- Charles C. Krulak (* 1942), 31. Commandant of the Marine Corps
- Francis Preston Blair Lee (1857–1944), Politiker
- Blair Lee III. (1916–1985), Gouverneur des Bundesstaates Maryland
- Tuffy Leemans (1912–1979), American-Football-Spieler
- Master P (* 1967), Produzent
- Dina Merrill (1923–2017), Schauspielerin
- John Michael McConnell (* 1943), Vizeadmiral, Direktor der NSA und später DNI
- James W. McCord, Jr. (1924–2017), Beteiligter an der Watergate-Affäre
- Adam McMullen (1872–1959), 22. Gouverneur von Nebraska
- Harold G. Moore (1922–2017), Lieutenant General der US-Army, Co-Autor von We Were Soldiers Once…and Young
- Robert Murphy (1894–1978), Diplomat
- John P. O’Neill (1952–2001), Anti-Terrorismus-Experte
- Peter Pace (* 1945), 16. Vorsitzender der Joint Chiefs of Staff
- William H. Parker (1847–1908), Politiker
- John Garland Pollard (1871–1937), Gouverneur des Bundesstaates Virginia
- Colin Powell (1937–2021), General der US Army und Politiker, 65. US-Außenminister
- Calvin L. Rampton (1913–2007), Gouverneur des Bundesstaates Utah
- Lester del Rey (1915–1993), Science-Fiction-Schriftsteller
- Harry Reid (1939–2021), demokratischer Politiker
- George W. Romney (1907–1995), 43. Gouverneur von Michigan sowie Entwicklungsminister
- Paul Grant Rogers (1921–2008), Politiker
- Micheil Saakaschwili (* 1967), georgischer Präsident
- Grant Sawyer (1918–1996), Gouverneur des US-Bundesstaats Nevada
- Gary Sick (* 1935), Professor für Internationale Beziehungen an der Columbia University
- Robert E. Smylie (1914–2004), Gouverneur des Bundesstaates Idaho
- John M. Shalikashvili (1936–2011), 13. Vorsitzender der Joint Chiefs of Staff
- Kenneth Starr (1946–2022), Ermittler in den Whitewater-Transaktionen
- Matthew Williams Stirling (1896–1975), Ethnologe
- William O. Studeman (* 1940), Direktor des Geheimdienstes National Security Agency
- Howard Sutherland (1865–1950), republikanischer Politiker
- Joe Skubitz (1906–2000), republikanischer Politiker
- Frederick Perry Stanton (1814–1894), 1857 Gouverneur des Kansas-Territoriums
- Thomas Swann (1809–1883), Gouverneur des Bundesstaates Maryland
- Rhee Syng-man (1875–1965), erster Präsident Südkoreas
- Nick Szabo (* 1964), Informatiker, Rechtswissenschaftler und Kryptograph
- Clyde Tolson (1900–1975), Associate Director des FBI
- Margaret Truman Daniel (1924–2008), Schauspielerin und Autorin
- Russell Vought (* 1976), Direktor des Office of Management and Budget
- Murray Waas (* um 1959), Journalist
- E. S. Johnny Walker (1911–2000), Politiker
- Mark R. Warner (* 1954), Gouverneur von Virginia
- John Warner (1927–2021), United States Secretary of the Navy
- Kerry Washington (* 1977), Schauspielerin
- Elton Watkins (1881–1956), Politiker
- James Edwin Webb (1906–1992), Direktor der NASA
- Guilford Wiley Wells (1840–1909), Politiker
- Compton I. White junior (1920–1998), Politiker
- William L. Wilson (1843–1900), Politiker
- Scott Wolf (* 1968), Schauspieler
- Bob Woodward (* 1943), Journalist in der Watergate-Affäre
- Ghazi al-Yawar (* 1958), irakischer Vizepräsident